# Modalen
Modalen ist eine Kommune im norwegischen Fylke (Regierungsbezirk) Vestland. Sie grenzt im Norden an die Kommunen Høyanger, im Osten an Vik, im Süden an Vaksdal und im Westen an die Kommunen Alver und Masfjorden.
Das administrative Zentrum liegt in Mo.

## Wappen
Beschreibung: In Grün drei silberne Spaten.

## Wirtschaft
Die Kommune bezieht ihr Haupteinkommen aus der Gewinnung von Energie aus Wasserkraft, die durch diverse Stauseen erzeugt wird. Die geographische Lage in einem sehr bergigen und regenreichen Gebiet sowie die geringe Einwohnerdichte führen dazu, dass Modalen durch die Energieverkäufe zur reichsten Kommune Norwegens wurde.

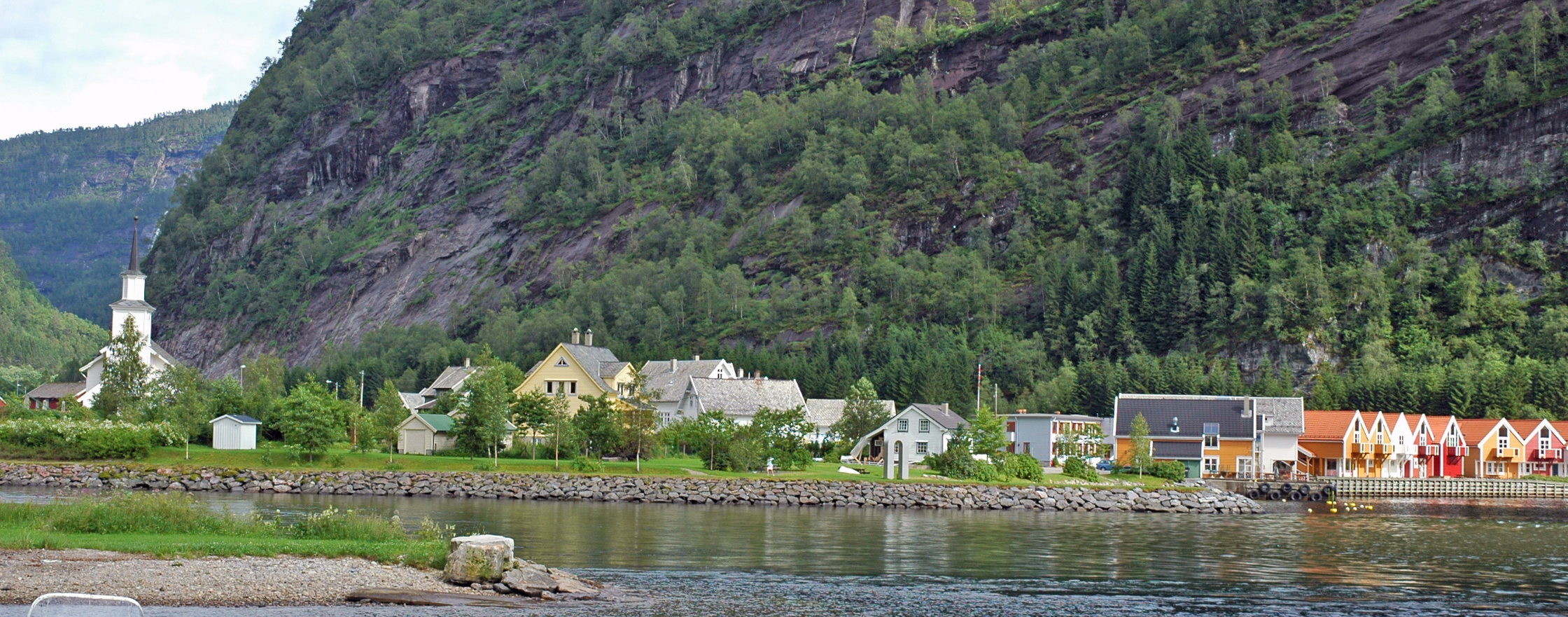
Mo, Modalen

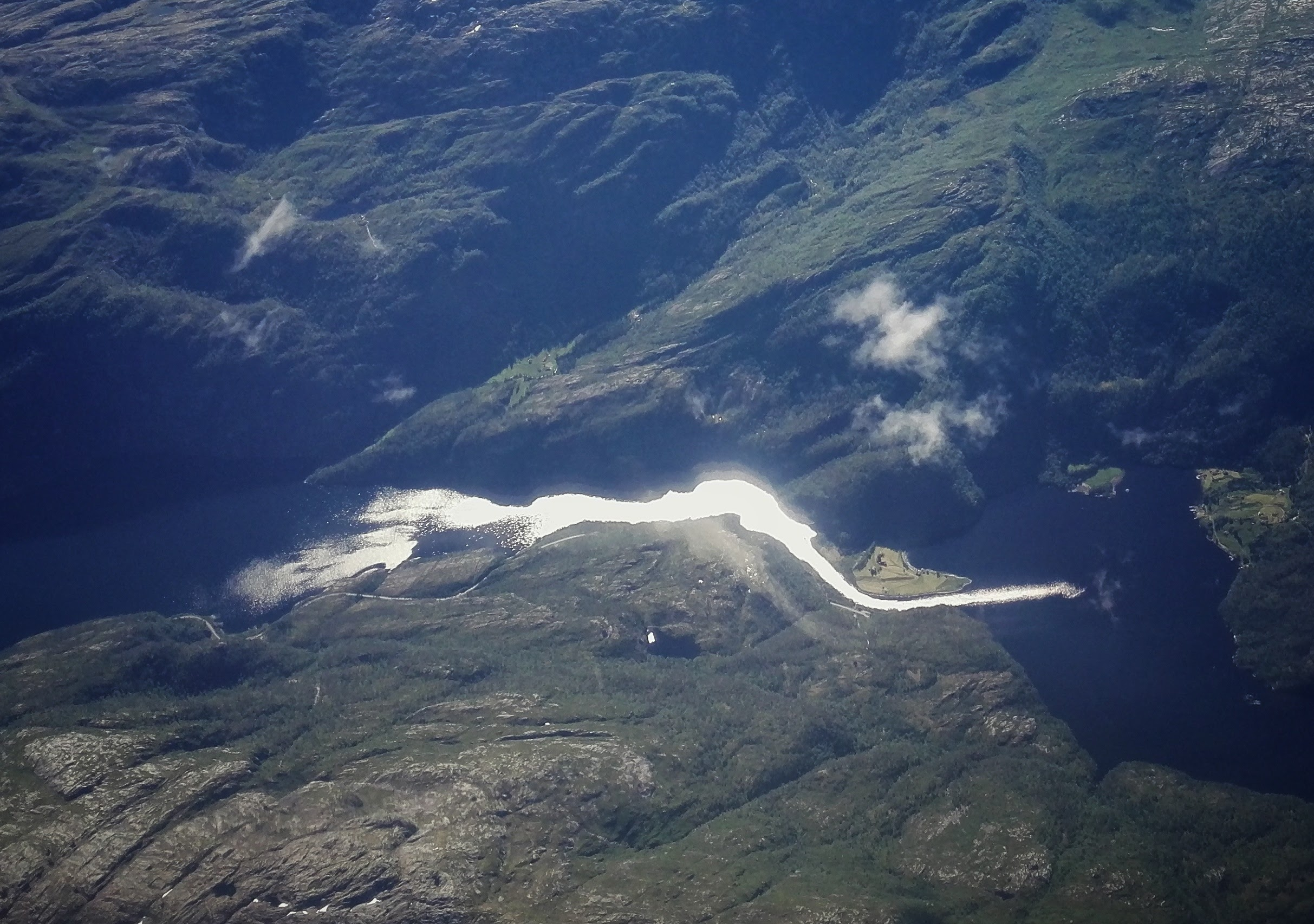
Mostraumen